# Abuna Yemata Guh

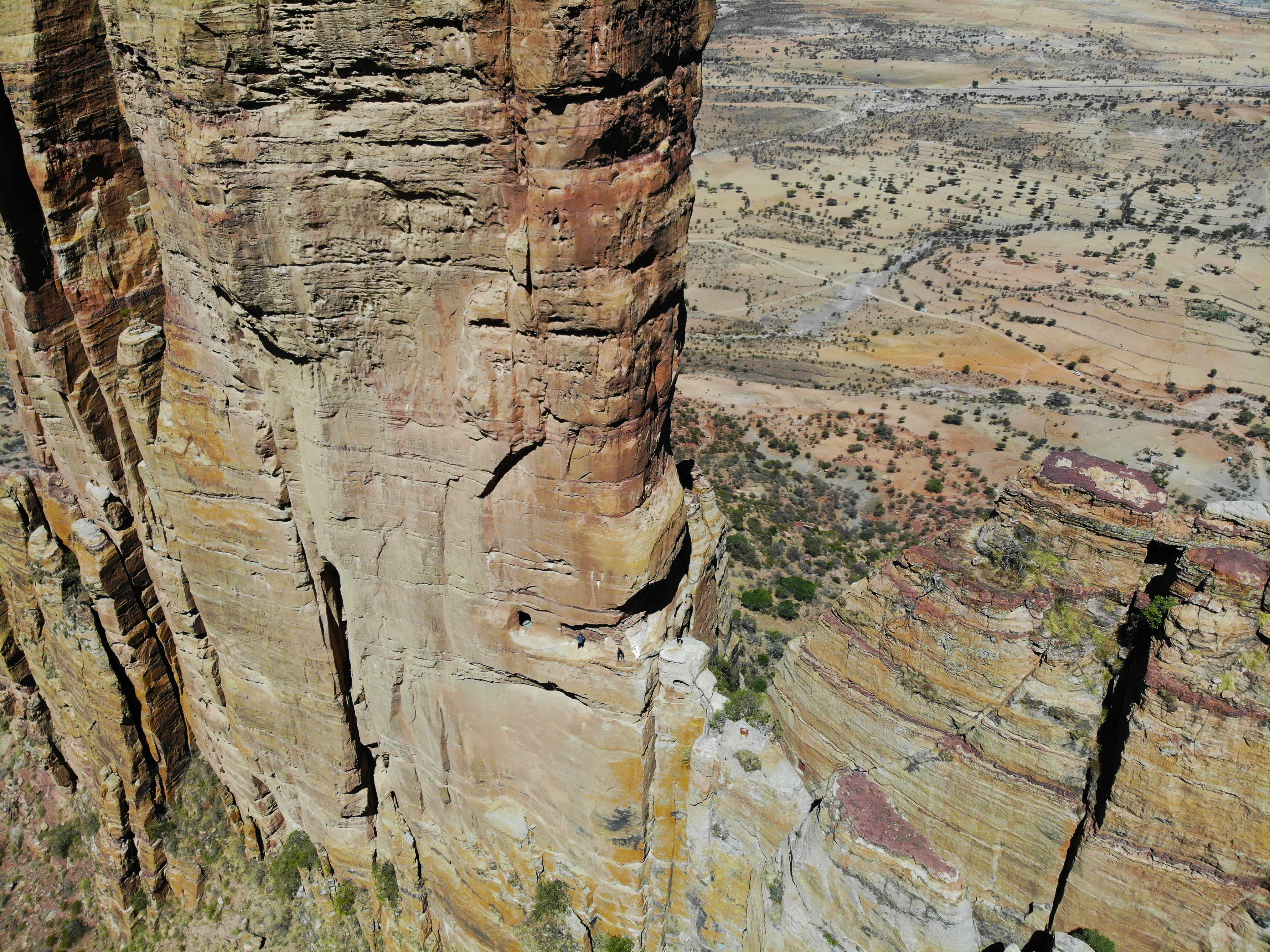
Eingang zur Kirche, zu erkennen im unteren Drittel der Bildmitte

Abuna Yemata Guh ist eine monolithische Kirche in der Region Tigray in Äthiopien. Die Kirche liegt auf ca. 2580 Höhenmetern und kann nur auf einem steilen Fußweg erklommen werden. Sie ist bekannt für ihre außergewöhnliche Lage, Architektur und ihre Entstehungsgeschichte im 6. Jahrhundert sowie durch die Wandmalereien aus dem 15. Jahrhundert.

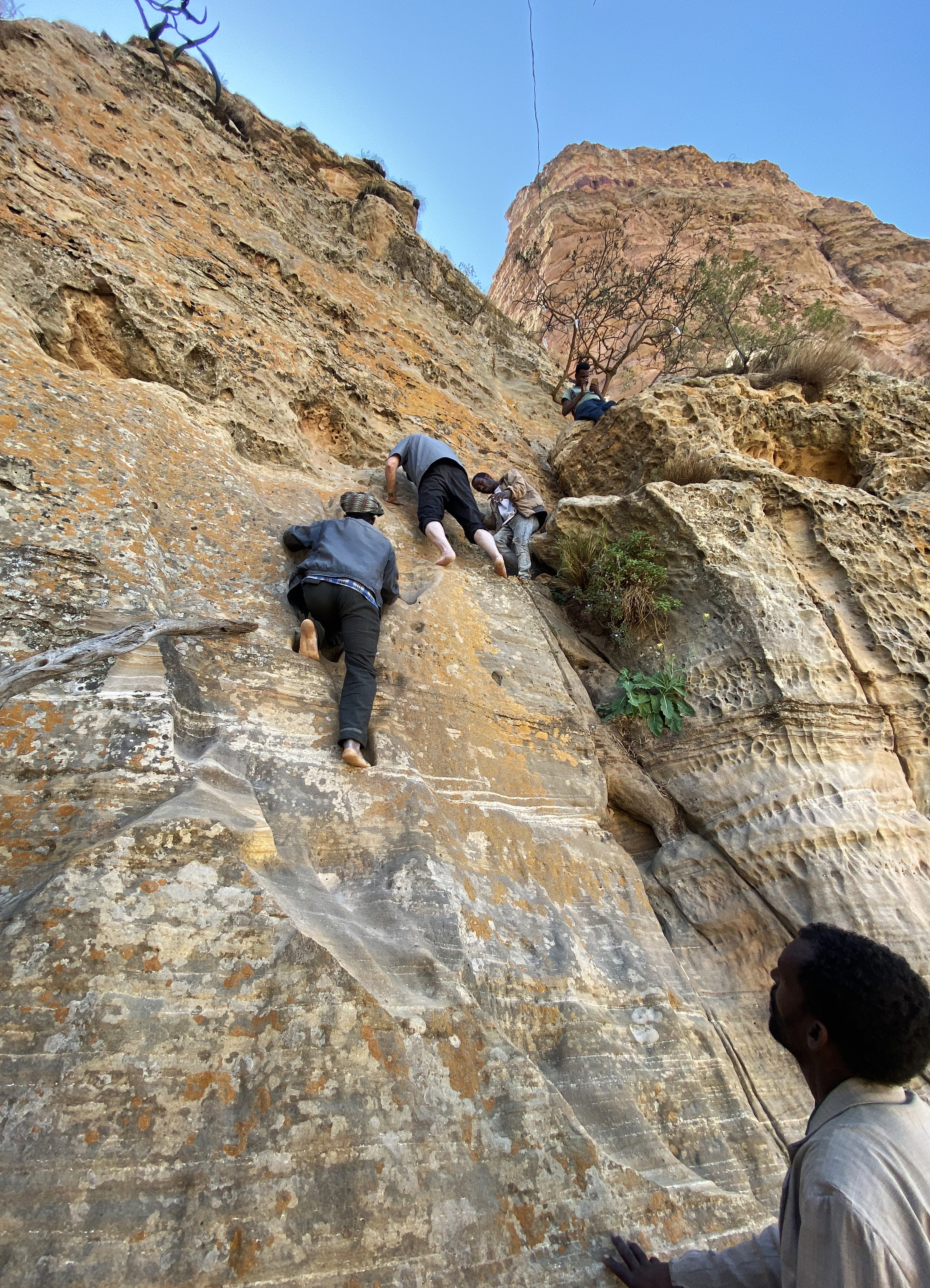
Aufstieg zur Kirche

## Lage der Kirche
Die Kirche befindet sich im Verwaltungsbezirk Woreda. Der Eingang kann nur über einen steilen und gefährlichen Aufstieg erreicht werden. Dabei ist der Weg kaum ausgebaut und bietet wenig Halt für die Aufsteigenden. Besucher müssen über natürliche Steinformationen und steilen Abhängen auf beiden Seiten des Weges den Aufstieg zur Kirche erklimmen. Obwohl die Kirche an einem schwer zugänglichen Ort liegt und einen gefährlichen Aufstieg erfordert, kam es laut Aussagen der Priester dort noch zu keinem dokumentierten Todesfall durch Abstürze. Der Aufstieg ist äußerst steil und dauert etwa 45 Minuten.

## Entstehung
Einer Legende zufolge wurde die Kirche im 6. Jahrhundert in den Felsen gehauen, um Abuna Yemata (auch: Abba Yem’ata) zu ehren, einer der neun Heiligen in Äthiopien. Diese neun Heiligen finden ihren Ursprung in Rom und sind über Konstantinopel und Syrien zwischen dem Ende des fünften und zu Beginn des sechsten Jahrhunderts angeblich in Äthiopien in Erscheinung getreten. Im 13. Jahrhundert sind die Felsenkirchen von Lalibela entstanden.

## Deckenmalereien

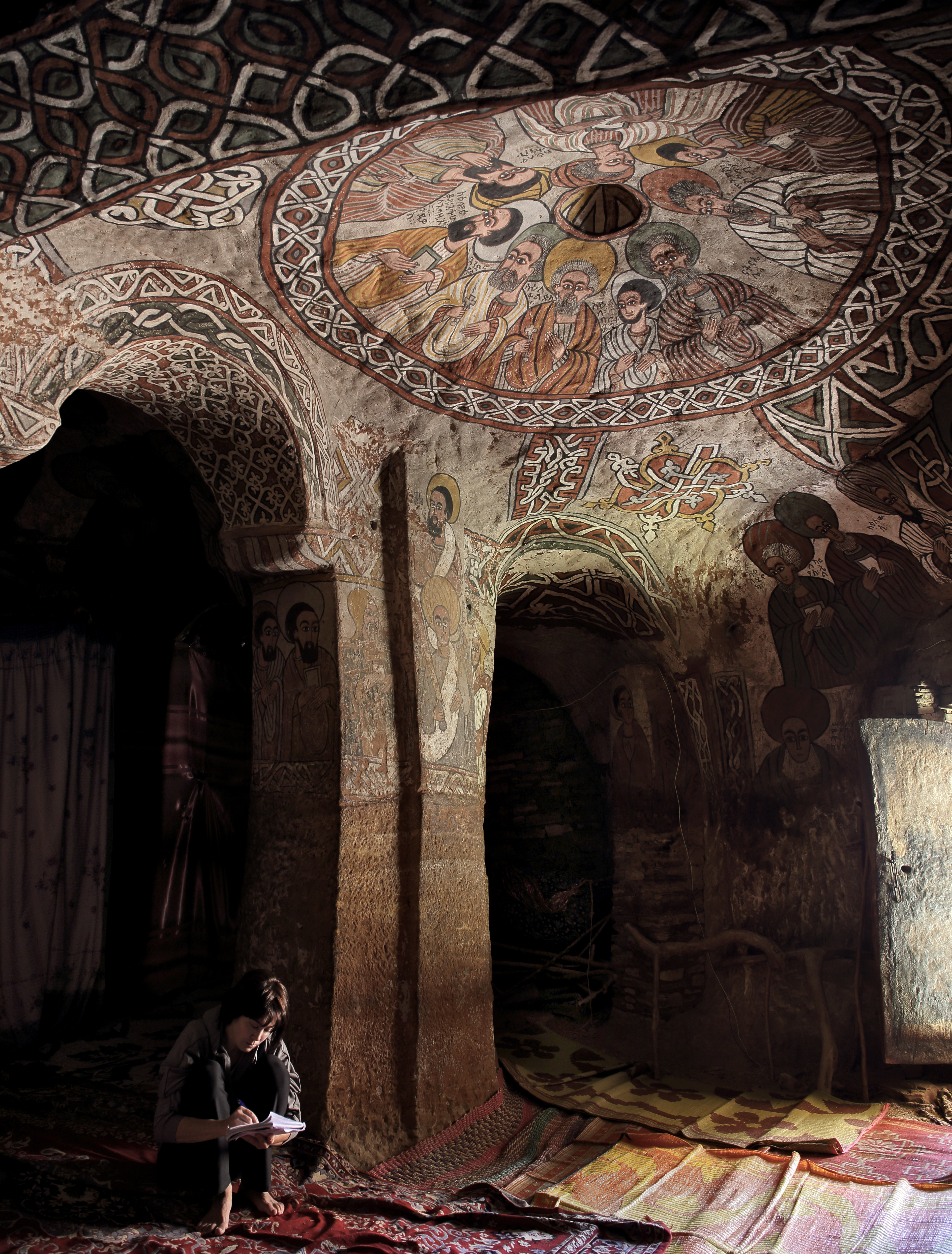
Kirche von Innen

Durch das trockene Klima im äthiopischen Hochland sind die Wandmalereien gut erhalten. Die Gemälde zeigen die neun Heiligen aus Äthiopien sowie die zwölf Apostel und sind laut lokaler Tradition im 6. Jahrhundert entstanden, wobei jüngere Untersuchungen eher das späte 15. Jahrhundert nahelegen. Eine Untersuchung mittels Röntgenstrahlen aus dem Jahr 2016 hat ergeben, dass vor allem lokale Rohstoffe für die Malereien benutzt worden sind und nahezu keine Übermalungen stattgefunden haben.